# Csernus Imre
Csernus Imre (Verbász, Jugoszlávia, 1966. március 2. –) jugoszláv–magyar orvos, pszichiáter, író. A Viasat 3 televíziós csatornán, az amerikai Dr. Phil mintájára elindított Bevállalja? című beszélgetős műsorával lett az ország közismert - a szakma részéről vitatott módszereket alkalmazó - "kiabálós" pszichiátere. 2021 februárjától a Dr. Csernus című interaktív internetes műsor műsorvezetője a 168 Óra internetes felületén.

## Élete
Édesapja első generációs értelmiségi, orvos, édesanyja polgári családból származó fogorvos volt. Általános és középiskoláit Jugoszláviában végezte, Szabadkán egészségügyi szakközépiskolát végzett. 1984-ben átjött Magyarországra, majd a Semmelweis Egyetemen folytatott orvosi tanulmányokat. 1992-ben diplomázott, előbb nőgyógyásznak készült, majd a pszichiátria felé fordult. Szakvizsgát 1997-ben tett.
Előbb az Országos Alkohológiai Intézetben dolgozott, majd az Országos Pszichiátriai és Neurológiai Intézetben drogfüggőkkel foglalkozott. 2006-ban magánpraxist indított, 2008 óta nem rendelkezik érvényes pszichiáteri működési engedéllyel.
Négyszer nősült, sommelière feleségével Noszvajon él.
2021. február 12-én Csernus Imre a 168 Óra internetes felületén, a 168.hu-n élő netes műsort indított Lelkifröccs címmel, ahol válaszol a hallgatók kérdéseire.

## Hitvallása
„Egyszer megkérdezte egy főorvos tőlem:
– Imre, miért veszed fel az újabb és újabb narkóst? Átvágják a fejedet, mi értelme az egésznek? – Megálltam, épp egy kórrajz volt a kezemben. Valami ilyesmit válaszoltam: – Nem hiszek abban, hogy ha egy ember belesétál egy gödörbe a saját lábán, hogy abból nem tudna kisétálni, szintén a saját lábán. Ezért nem hiszek abban, hogy vannak reménytelen esetek. Nincsenek. Mindig van kiút.”

## Érdekesség
Egyik drogfüggőként kezelt páciense Szabó Győző színművész volt. Alakja megjelenik a Toxikoma című filmben is.

## Könyvei
- 2003 – Drogma
- 2004 – Bevállalja?
- 2004 – Bevállalom!
- 2004 – Csernus Imre–Kígyós Éva–Popper Péter: Titok, elhallgatás, őszinteség; Saxum–InfoMed, Bp.
- 2006 – Csernus Imre–Mohás Lívia–Popper Péter: Egészséges egyén, beteg társadalom? A hamis illúziók biztonsága; Saxum–Affarone Kft., Bp.
- 2005 – Ki nevel a végén?
- 2007 – A nő
- 2009 – Lelke rajta – a tetoválás pszichológiája (társszerzőként)
- 2009 – A férfi
- 2010 – Csernus Imre–Pampuryk Péter: Felnőtt húsleves. Élet- és ételérzések; Jaffa, Bp.,
- 2011 – A fájdalom arcai
- 2011 – Drogma (átdolgozott és bővített)↑ rekreator.hu Drogma Csernus doktor saját magát is „elemzi” és vallja, hogy a nyolc évvel korábbi stílusa ma már idegen számára.
- 2013 – A kiút
- 2015 – A Nő – Csajsziknak
- 2015 – A Férfi – Srácoknak[6]
- 2018 – A harcos. Életrajz és lélekrajz. Sajtópéldány, Jaffa, Bp.
- 2019 – Egy életed van, Jaffa, Bp.
- 2020 – Főnix, Jaffa, Bp.
- 2022 – Én és te; Jaffa, Bp.
- 2024 – A magyar; Jaffa, Bp.